# Epignoma singhi
Epignoma singhi är en insektsart som beskrevs av Irena Dworakowska 1974. Epignoma singhi ingår i släktet Epignoma och familjen dvärgstritar. Inga underarter finns listade i Catalogue of Life.